# Талгар (пик)
Пик Талгар (каз. Талғар шыңы) — горная вершина Тянь-Шаня на отроге Заилийского Алатау, в Казахстане, на территории Алматинского заповедника. Его высота (по разным источникам) 4973—4979 метров. Это высшая точка Заилийского Алатау. Трёхглавый пик хорошо виден из городов Талгар и Алма-Ата.
Вершина имеет обрывистые склоны, особенно на западе, расщелины и контрфорсы, забитые снегом и льдом.
На южных склонах Талгарского массива расположен самый большой ледник в Заилийском Алатау — ледник Коржневского. Длина ледника около 12 км. Снеговая граница на северных склонах проходит примерно на высоте 3700-3900 м.
В 1935 году группа Х.Рахимова приблизилась к пику Талгар, поднявшись с севера на плечо массива, достигнутое место было названо Копр.
Первое восхождение на главную вершину пика Талгар совершила в 1938 году группа из Сталинска (ныне Новокузнецк) в составе Л. Кутухтина, Г. Макатрова, И. Кропотова. Подробное описание пика Талгар дал местный ветеран-альпинист А. Е. Колокольников.
В 1958 году группа под руководством Снесарева проходит один из сложнейших на сегодняшний день маршрутов на пик Талгар по западной стене на южную вершину. Впоследствии по этой стене будут проложены еще два маршрута 5Б к.тр. и маршрут 1966 года М. Акименкова и группы И. Мешкова, пройденный в 1978 году.
С 1939 года в ущелье реки Средний Талгар, в 9 км от устья, располагался альпинистский лагерь «Металлург», позже переименованный в «Талгар». Лагерь просуществовал до 1990 года. За это время на вершину Талгар было проложено 11 маршрутов, не считая очень красивых и разнообразных по своему характеру путей на близлежащие вершины, такие как Металлург (4600 м), Копр (4631 м), Чекист (4550 м), Актау (4686 м), Спортивная (4117 м), Караульчатау (4504 м).

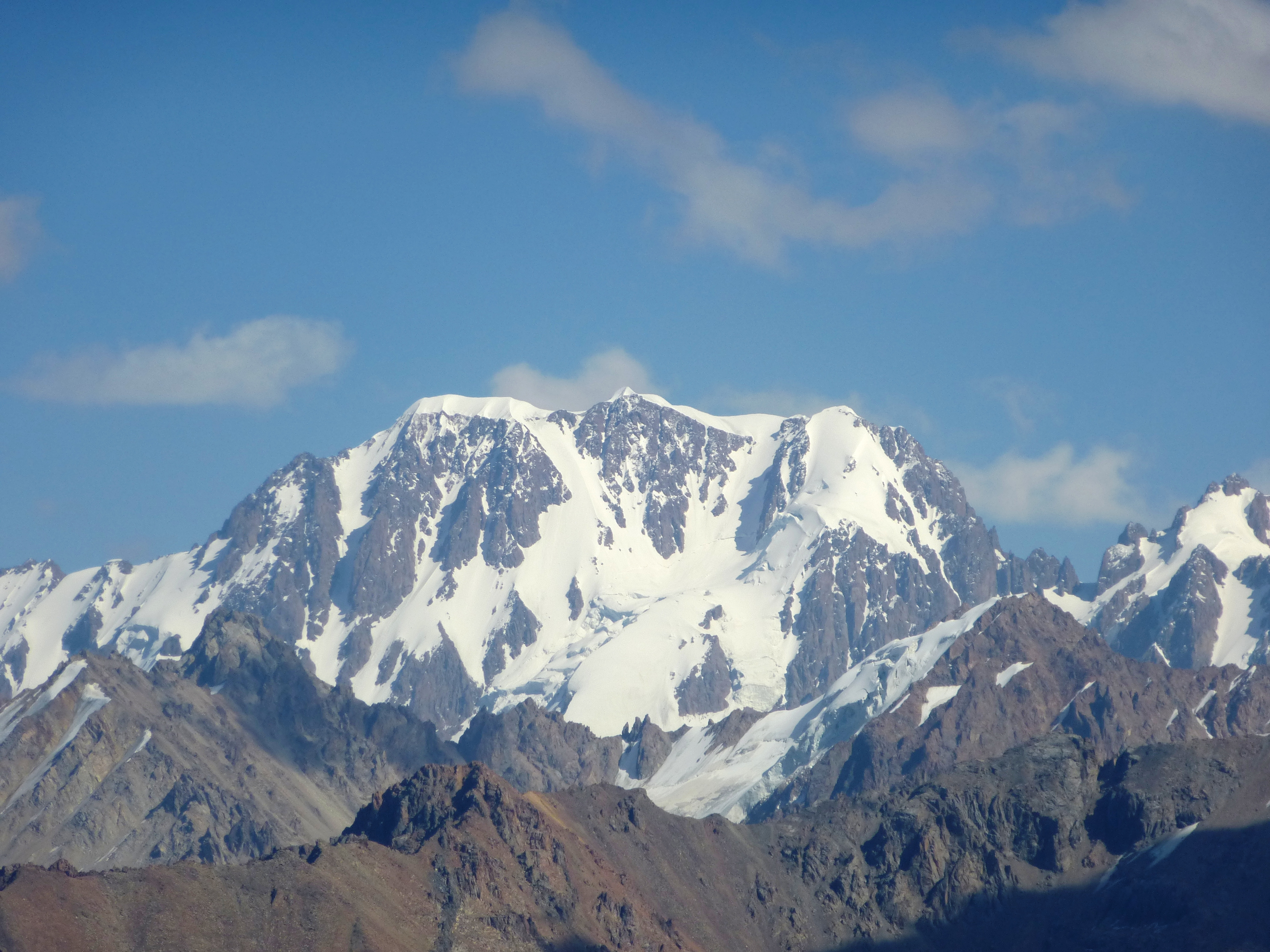
Пик Талгар. Снято с утёса Чимбулачка
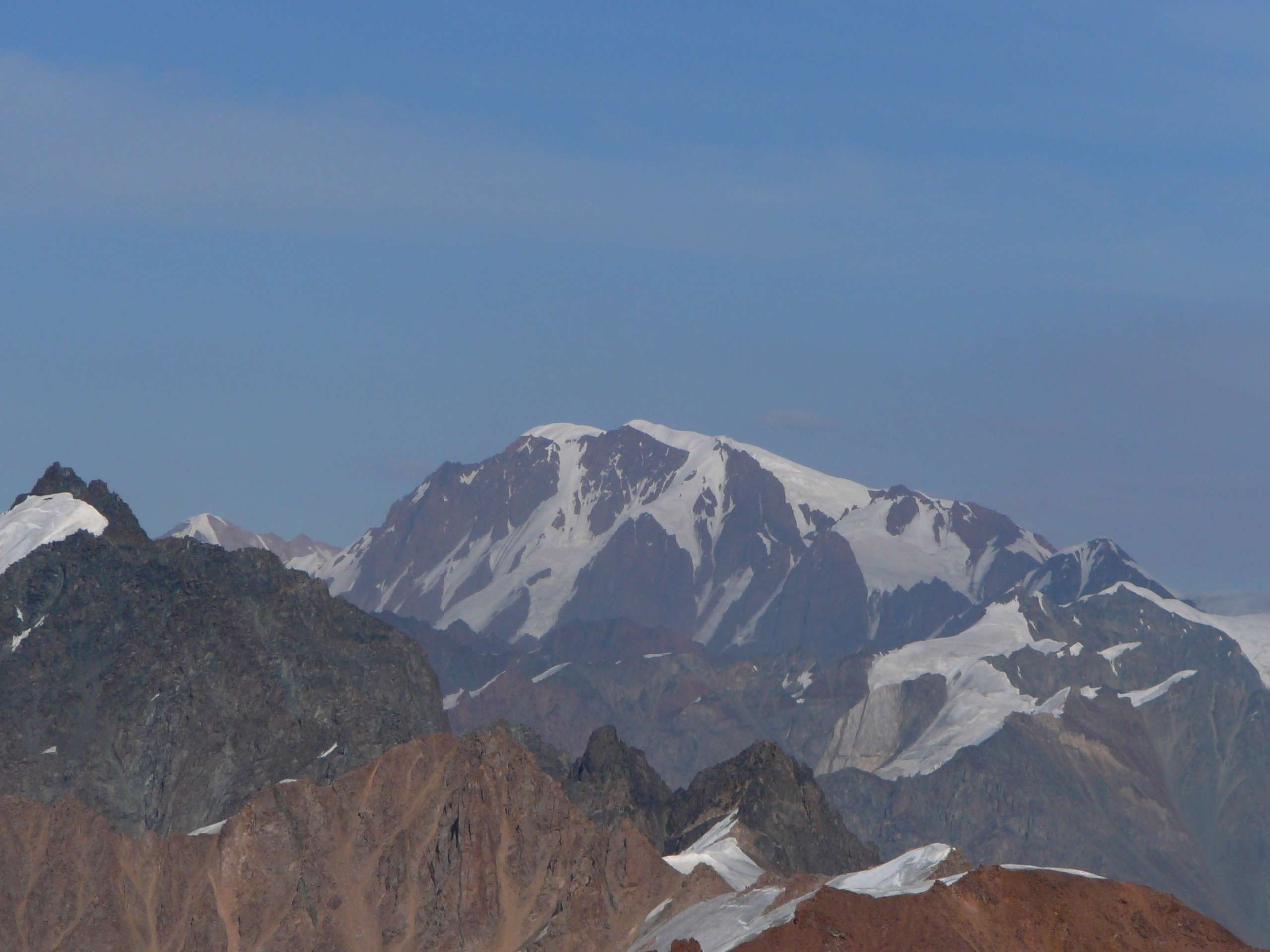
Вид на пик Талгар с Пика Советов

В 1941 году на пике Талгар началась добыча молибденита (получаемый из него молибден используется в производстве броневой стали). Его месторождение было обнаружено недалеко от лагеря «Металлург», и на территории альпинистского лагеря разместился лагерь для заключенных. Были построены гидростанция и обогатительный участок, получаемый концентрат на лошадях спускался в долину.